# Mike B. Anderson

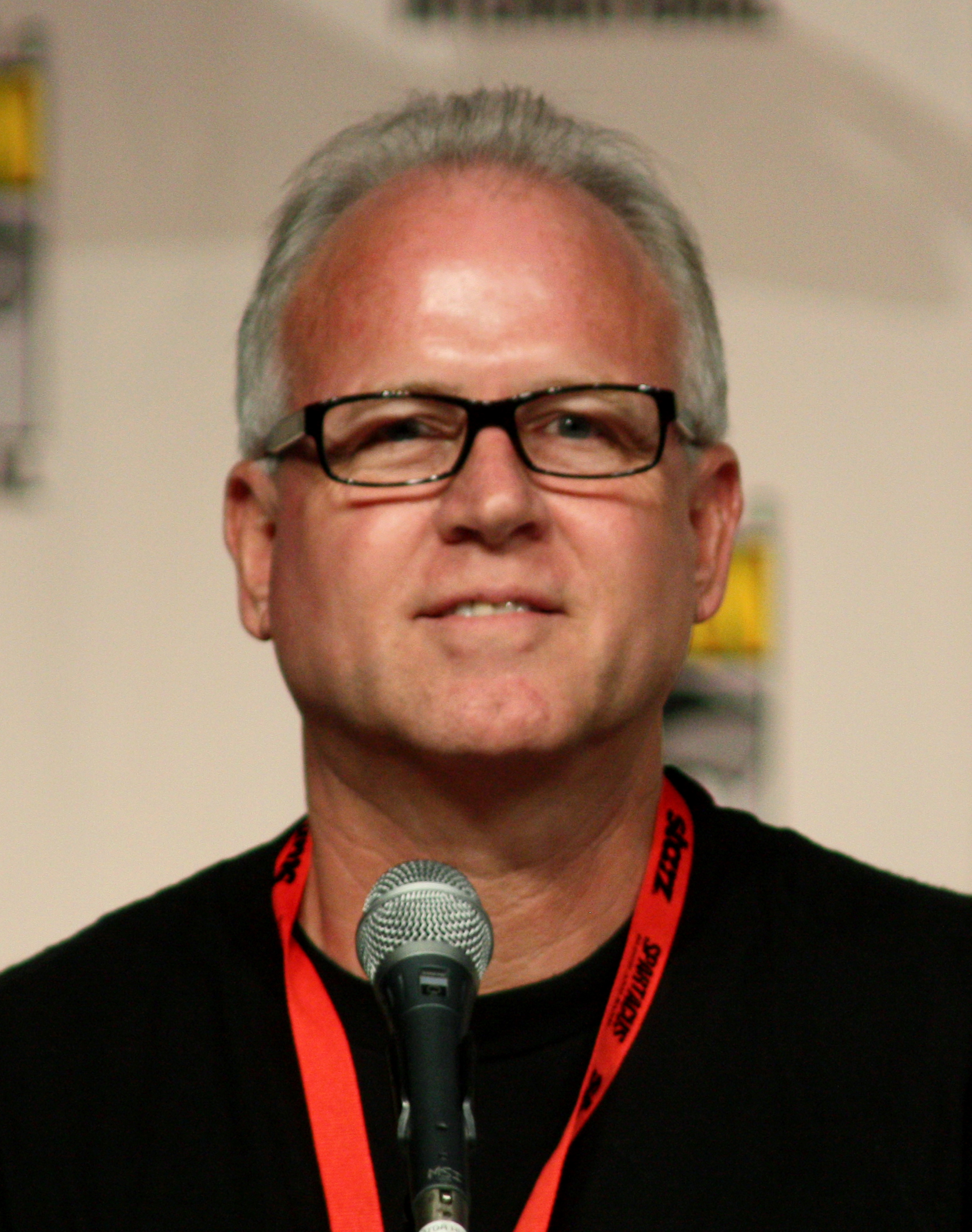
Mike B. Anderson en San Diego, 2008.

Mike B. Anderson, en ocasiones conocido bajo el pseudónimo de Mikel B. Anderson, es un director de televisión estadounidense, reconocido principalmente por su trabajo en la serie animada Los Simpson. Ha dirigido varios episodios del programa, e incluso fue animado en el episodio La guerra secreta de Lisa Simpson como el cadete Anderson. 
Cuando era un estudiante universitario, dirigió los largometrajes Alone in the T-Shirt Zone (1986) y Kamillions (1989). Desde 1990, ha trabajado principalmente en animación, incluyendo el puesto de productor principal de la serie The Oblongs, y guionista de Tripping the Rift. Ha ganado dos Premios Emmy por su trabajo como director en dos episodios de Los Simpson, Homer's Phobia en 1997 y HOMR en 2000. Por Homer's Phobia ganó el Premio Annie por "Mejor Logro Individual: Dirección en una Producción Televisiva", y el premio WAC, en la categoría "Mejor Director de Serie de Televisión" en la entrega de premios llevada a cabo en 1998.
Mike fue también uno de los directores de Los Simpson: la película (2007), y es actualmente el director principal de Los Simpson. 

## Episodios deLos Simpsondirigidos por Anderson
- Lisa, la iconoclasta
- Treehouse of Horror VII
- Sólo se muda dos veces
- Homer's Phobia
- La guerra secreta de Lisa Simpson
- La última tentación de Krusty
- Homer Simpson in: ''Kidney Trouble''
- Hello Gutter, Hello Fadder
- HOMR
- Trilogy of Error
- Tales from the Public Domain
- How I Spent My Strummer Vacation
- The President Wore Pearls
- Margical History Tour
- The Way We Weren't
- Fat Man and Little Boy
- Pranksta Rap
- Marge's Son Poisoning
- Homer's Paternity Coot
- The wettest stories ever told
- Please Homer, Don't Hammer 'Em...
- Mona Leaves-a